# Girls Saurus
Girls Saurus (ガールズザウルス?, Gāruzu Zaurusu) è un manga giapponese ideato e disegnato da Kei Kusunoki. I tre tankōbon sono stati pubblicati per la prima volta tra il marzo ed il dicembre 2002. Kusunoki successivamente ha dato vita ad un seguito di quest'opera chiamata Girls Saurus DX (DX sta per Deluxe) raccolta in 10 volumi tra l'agosto del 2003 ed il dicembre del 2008. In Italia i tre volumi di Girls Saurus sono stati pubblicati da Play Press Publishing nel 2006 mentre Girls Saurus DX risulta ancora inedita.

## Trama
Un giorno Shingo Chiryū, un ragazzo sedicenne, riceve una lettera d'amore da parte di una ragazza che lo invita ad incontrarsi con lei subito prima di andare a lezione, il giovane incuriosito, accetta e si reca al luogo dell'incontro. Però l'appuntamento non è come si aspettava infatti la lettera era stata scritta da una ragazza estremamente obesa che vistasi rifiutata anche dopo essere rimasta a seno nudo lo colpisce con violenza mandandolo sanguinante in ospedale. Da quel giorno la sua vita cambia radicalmente, infatti il trauma subito gli fa sviluppare una forte ginecofobia (paura delle donne) in quanto ognuna di loro gli ricorda un dinosauro pronto a colpirlo. Un mese dopo, di rientro a scuola, questa sua fobia si manifesta e decide così di iscriversi al club di pugilato della scuola per potersi difendere, giunto nella struttura incontra un'esile ragazza di nome Haruka Nishiharu che lo mette alla prova in diversi modi ma durante lo sparring il seno destro della giovane si scopre mostrando due nei vicini l'uno all'altro. Anche la ragazza che lo aveva spedito in ospedale aveva questo particolare sul suo corpo ed era rimasto ben impresso nella mente di Shingo, all'inizio pensa sia solo una coincidenza ma è proprio lei a svelare di essere colei che gli si era dichiarata e che lo aveva colpito. Il ragazzo impaurito decide di andarsene ma proprio in quel momento arriva Hijiri Fusō, l'infermiera della scuola, che lo convince a restare in questo club di pugilato completamente femminile per curare la sua ginecofobia e non restare per sempre vergine. Questa sua fobia però al posto di allontanare le ragazze lo rende molto attraente ai loro occhi e molte, come Nozomi Kanayama, utilizzeranno tutti gli stratagemmi possibili per fare proprio il giovane Shingo.

### Personaggi
- Shingo Chiryū (知立真吾?, Shingo Chiryū)

Il ragazzo sedicenne protagonista della storia. Un giorno riceve una lettera d'amore da parte di una ragazza e incuriosito si reca all'appuntamento, giunto sul posto scopre però che l'autrice è una ragazza enorme e molto obesa. Impaurito, non riesce a dire nulla e la ragazza che si era scoperta il seno dinnanzi a lui sentendosi offesa lo colpisce mandandolo all'ospedale. Questa esperienza gli fa sviluppare una forte paura delle donne che vede come dei dinosauri. Dopo un mese al ritorno a scuola decide di iscriversi al club di pugilato così da potersi difendere dalle ragazze ma scopre ben presto che una di loro era proprio la stessa ragazza che lo aveva spedito in ospedale benché molto dimagrita. Questa sua paura però lo fa risultare molto attraente per l'altro sesso e diverse ragazze proveranno ad avvicinarsi a lui, sempre a causa del trauma subito sviluppa una sorta di radar con cui riesce ad individuare ogni ragazza presente vicino a lui, sia che si tratti di una normale studentessa sia che si tratti di una ninja.
- Haruka Nishiharu (西春遙?, Haruka Nishiharu)

L'enorme ragazza che si era confessata a Shingo e vistasi rifiutata lo aveva mandato in ospedale. Il ragazzo non la riconosce immediatamente in quanto lei ha perso moltissimo peso facendo pugilato, solo i due nei presenti sul suo seno destro fanno capire a Shingo di chi si tratti. All'inizio Haruka è arrabbiata con il giovane per come è stata rifiutata ma comunque si preoccupa lo stesso per lui. Col progredire della storia gli avvicina sempre più sentendosi in colpa per avergli causato la ginecofobia ed avergli riempito il corpo di cicatrici. Proprio per essere la causa della fobia del ragazzo le risulterà difficile avvicinarsi a lui in quanto il giovane ha spesso flashback del giorno in cui venne picchiato. Ha paura di tutto ciò che è collegato al soprannaturale e quando si spaventa si aggrappa a Shingo. Nel corso del manga verranno introdotte anche le sue sorelle Yukari e Akari.
- Nozomi Kanayama (金山希?, Nozomi Kanayama)

Un altro membro del club di pugilato che però ha un fisico molto poco sviluppato facendola sembrare una bambina più che una ragazza. Si è innamorata di Shingo da quando il ragazzo l'ha aiutata a prendere un libro dal titolo "un centinaio di modi per attaccar bottone coi ragazzi" che si trovava in uno scaffale troppo in alto per lei. Nozomi fa qualunque cosa per far suo il ragazzo, alcune volte cercando di irretirlo con comportamenti sessuali espliciti altre, in modo meno esplicito ma altrettanto efficace, come rompendo la maniglia dello spogliatoio per restare da sola con lui, avendo preparato in anticipo coperte e cibarie (di solito drogate con sonniferi). Comunque, a causa del suo corpo da bambina, i suoi tentativi di provocare Shingo e gli altri ragazzi non vanno mai a buon fine.
- Subaru Chiryū (知立昴?, Subaru Chiryū)

La sorellina di Shingo e l'unica ragazza di cui non aveva paura soprattutto perché si vestiva come un ragazzo. Un giorno essendo stata scambiata per un bambino viene vestita per scherzo con abiti femminili ma questo evento fa nascere in lei il desiderio di cambiare look e vestirsi da ragazza, avendo una crescita molto precoce i ragazzi la scambiano per una teenager mentre invece lei è solo al sesto grado di istruzione. Subaru sviluppa una morbosa attrazione verso il fratello che va ben oltre al semplice amore fraterno e vuole così diventare l'unica donna della vita di Shingo immaginandosi anche sposata con lui. È molto gelosa delle ragazze che gli si avvicinano e la madre comunque non è troppo convinta nel vietare questo tipo di rapporto in quanto anche a lei non dispiacciono i film in cui sono presenti scene incestuose.
- Akira Sakō (栄生晶?, Akira Sakō)

Una ragazza dai capelli molto corti che si veste da ragazzo, è l'erede di un'importante e facoltosa famiglia. È iscritta al secondo anno di studi oltre ad essere il presidente del club di pugilato che Shingo frequenta. Akira sarebbe voluta nascere ragazzo e perciò si comporta e si veste come tale infatti non si fa problemi a spogliarsi sotto gli occhi del ragazzo che all'inizio considera solo come un compagno. Nonostante a scuola abbia questo atteggiamento a casa si veste come una perfetta donna giapponese ed è istruita alla perfezione nella cerimonia del tè (cha-no-yu) e nell'arte della disposizione dei fiori recisi (ikebana), ha molta paura della madre e una volta su richiesta della stessa si è quasi sposata con Shingo. Anche lei però è gelosa delle altre ragazze che si avvicinano al ragazzo.
- Hotaru Hoshigaoka

Introdotta solo in Girls Sauro DX è una piccola ragazza, dal seno molto prosperoso, appena trasferitasi nella classe di Shingo. Porta i capelli raccolti in trecce e a causa della sua miopia (porta gli occhiali) e della sua sbadataggine arreca molti danni alla proprietà della scuola (proprio per questo era stata cacciata dal vecchio istituto), si prende una cotta per Shingo in quanto lui si preoccupa per lei in quanto sempre coinvolta in qualche disastro. Spesso perde anche i vestiti senza accorgersene a causa del fatto che gli occhiali le vanno sempre a finire sopra la testa.
- Arahata Tsuyoshi (荒畑剛?, Arahata Tsuyoshi)

Un ragazzo che era innamorato di Haruka quando era grassa, perché ha un feticismo verso le ragazze obese. È considerato un cuoco molto esperto ma tutta la sua conoscenza deriva da fatto di aver studiato per fare tornare grassa la ragazza di cui era infatuato ma questo suo tentativo ha effetti controproducenti facendo ingrassare solo la sorella di Haruka. Viene considerato un ottimo combattente ed un ragazzo di buon cuore (ad esempio aiuta una vecchietta ad attraversare la strada), vede Shingo come un avversario da battere, ma piange spesso sulle sue spalle tutte le volte che Haruka lo respinge. Sembra comunque essere molto corteggiato dalle ragazze al punto che due modelle ingrassano appositamente per entrare nelle sue grazie.
- Hijiri Fusō (扶桑忍?, Hijiri Fusō)

L'infermiera della scuola e il leader del club di pugilato. Si considera molto sexy ed è felice nel vedere piangere le altre donne che sono colpite dalla sua bellezza. È molto attaccata ai soldi e farebbe di tutto per averne sempre di più. Di solito tratta Shingo come il proprio cagnolino.
- Tsubasa Kōnan

Un bellissimo ragazzo con una faccia d'angelo che purtroppo, a causa dei suoi lineamenti femminili, viene spesso scambiato per una ragazza e molestato. Anche Shingo all'inizio crede che sia una ragazza ed infatti non capisce come mai la sua ginecofobia non lo colpisca quando gli sta vicino. Addirittura una ragazza lesbica prova a mettersi con lui vedendo questa sua somiglianza ad una ragazza come l'unico modo per poter stare con un ragazzo. È innamorato di Nozomi che però non gli presta attenzione essendo infatuata a sua volta di Shingo oltre ad essere gelosa di lui in quanto più popolare di lei stessa tra i ragazzi. Lui e Arahata provengono dalla stessa scuola e molti ragazzi pensano che lui si travesta da ragazzo per poter andare in scuola maschile.
- Ichigo Shiogamaguchi (塩釜口苺?, Ichigo Shiogamaguchi)

Shingo la conosce dopo aver vinto un'uscita a 4 con un suo compagno di classe e la sua fidanzata, ma al contrario di quanto gli era stato promesso questa ragazza non è affatto attraente, bensì ha un aspetto orrendo: porta degli occhiali enormi, è magrissima e ha dei denti molto sporgenti è insomma un vero mostro tant'è che viene scambiata prima per la madre di Shingo, poi per una scimmia e infine per un ragazzo. Fortunatamente interviene Haruka che involontariamente gli consente di scappare.
- Shiori Tsurumai

La ragazza considerata da tutti la più bella della scuola e per questo chiamata "Madonna". Una mattina si scontra con Shingo, in fuga da Haruka, che involontariamente la bacia e da questo momento lei è sempre più attratta dal ragazzo e gli chiede di diventare il suo fidanzato. Vistasi rifiutata fa affiorare la sua vera crudele natura e cerca di mettere in cattiva luce Shingo davanti a tutta la scuola per farlo allontanare dagli altri e poterlo fare suo così da soddisfare la sua sadica indole. Purtroppo i suoi piani non vanno a buon fine perché il ragazzo è sempre protetto da Haruka, Nozomi, Akira e anche da miss. Hijiri che solo dopo aver saputo che quello a lei dato da Shingo fosse il suo primo bacio acconsentono ad una resa dei conti tra i due che finisce in modo del tutto inatteso.

## Lista volumi

### Girls Saurus
| Nº | Titolo italiano Giapponese 「Kanji」 - Rōmaji | Data di prima pubblicazione          | Data di prima pubblicazione |
| Nº | Titolo italiano Giapponese 「Kanji」 - Rōmaji | Giapponese                           | Italiano                    |
| 1  | Girls Saurus 1 「ガールズザウルス 1」 | 18 aprile 2002 ISBN 978-4091264015   | luglio 2006                 |
| 1  | Capitoli - 1 st. round: First Saurus - 2 nd. round: Saurus Feelings - 3 rd. round: Saurus Trap - 4 th. round: Saurus Attack - 5 th. round: Shy Saurus                                                              |                                      |                             |
| 2  | Girls Saurus 2 「ガールズザウルス 2」 | 9 agosto 2002 ISBN 978-4091264022    | agosto 2006                 |
| 2  | Capitoli - 6 th. round: Saurus Train - 7 th. round: Ghost Saurus - 8 th. round: Saurus Match (prima parte) - 9 th. round: Saurus Match (seconda parte) - 10 th. round: Monster Saurus - 11 th. round: Petit Saurus |                                      |                             |
| 3  | Girls Saurus 3 「ガールズザウルス 3」 | 18 dicembre 2002 ISBN 978-4091264039 | dicembre 2006               |
| 3  | Capitoli - 12 th. round: Sister Saurus - 13 th. round: Saurus Mania - 14 th. round: Ruthless Saurus - 15 th. round: Saurus Shower - 16 th. round: Lady Saurus - 17 th. round: Danger Saurus                        |                                      |                             |

### Girls Saurus DX
| Nº | Titolo italiano Giapponese 「Kanji」 - Rōmaji | Data di prima pubblicazione          | Data di prima pubblicazione |
| Nº | Titolo italiano Giapponese 「Kanji」 - Rōmaji | Giapponese                           |                             |
| 1  | Girls Saurus DX 1 「ガールズザウルス DX 1」 | 8 agosto 2003 ISBN 978-4091572318    |                             |
| 1  | Capitoli - Round 1: Dinosaur's Compensation - Round 2: Madonna Dinosaur - Round 3: Queen Dinosaur - Round 4: Dinosaur's Revenge - Round 5: Dinosaur's Academy - Ex Round: Dinosaur's Sister DX                  |                                      |                             |
| 2  | Girls Saurus DX 2 「ガールズザウルス DX 2」 | 19 febbraio 2004 ISBN 978-4091572325 |                             |
| 2  | Capitoli - Round 6: Lyrical Saurus - Round 7: Strange Saurus Level 15 - Round 8: Summer Saurus (Prima parte) - Round 9: Summer Saurus (Seconda parte) - Round 10: Saurus Festival - Round 11: Condolonce Saurus |                                      |                             |
| 3  | Girls Saurus DX 3 「ガールズザウルス DX 3」 | 16 luglio 2004 ISBN 978-4091572332   |                             |
| 3  | Capitoli - Round 12: Service Saurus - Round 13: Angel Saurus - Round 14: Little Saurus - Round 15: Clumsy Saurus - Round 16: Silver Saurus - Round 17: Saurus - Round 18: Hell Saurus                           |                                      |                             |
| 4  | Girls Saurus DX 4 「ガールズザウルス DX 4」 | 18 marzo 2005 ISBN 978-4091572349    |                             |
| 4  | Capitoli - Round 19: Triple Saurus - Round 29: Saurus Invasion - Round 21: Ambitious Saurus - Round 22: Saurus Battle - Round 23: Occult Saurus - Round 24: Glutton Saurus - Round 25: Storm Saurus             |                                      |                             |
| 5  | Girls Saurus DX 5 「ガールズザウルス DX 5」 | 19 dicembre 2005 ISBN 978-4091572349 |                             |
| 5  | Capitoli - Round 26: Santa Saurus - Round 27: Boxed Saurus - Round 28: Fake Saurus - Round 29: Fire Saurus - Round 30: Buddy Saurus - Round 31: Invincible Saurus - Round 32: Sister in-law Saurus              |                                      |                             |
| 6  | Girls Saurus DX 6 「ガールズザウルス DX 6」 | 19 gennaio 2007 ISBN 978-4091570802  |                             |
| 6  | Capitoli - Round 33: Targeted Saurus - Round 34: Sexy Saurus - Round 35: Devilish Saurus - Round 36: Saurus Remodeling Project - Round 37: Dozing Saurus - Round 38: Baby Saurus - Round 39: Pervert Saurus     |                                      |                             |
| 7  | Girls Saurus DX 7 「ガールズザウルス DX 7」 | 19 luglio 2007 ISBN 978-4091570994   |                             |
| 7  | Capitoli - Round 40: Terrorist Saurus - Round 41: Thug Saurus - Round 42: Nun Saurus - Round 43: Saurus Detective - Round 44: Fairy Tale Saurus - Round 45: China Saurus - Round 46: Ninja Scroll Saurus        |                                      |                             |
| 8  | Girls Saurus DX 8 「ガールズザウルス DX 8」 | 19 dicembre 2007 ISBN 978-4091571199 |                             |
| 8  | Capitoli - Round 47: Silence of the Sauruses - Round 48: Saurus Weather - Round 49: Saurus M - Round 50: Mother-In-Law Saurus - Round 51: Mama Saurus - Round 52: Tutor Saurus - Extra Round: Moero Pen         |                                      |                             |
| 9  | Girls Saurus DX 9 「ガールズザウルス DX 9」 | 19 maggio 2008 ISBN 978-4091571342   |                             |
| 9  | Capitoli - Round 53: Imp Saurus - Round 54: Knocked Up Saurus - Round 55: Request Saurus - Round 56: Fermented Saurus - Round 57: Puberty Saurus - Round 58: Squadron Saurus - Round 59: Rebellious Saurus      |                                      |                             |
| 10 | Girls Saurus DX 10 「ガールズザウルス DX 10」 | 19 dicembre 2008 ISBN 978-4091571571 |                             |